# Operacja humanitarna Allied Harbour
Operacja humanitarna Allied Harbour – wojskowa operacja humanitarna Organizacji Traktatu Północnoatlantyckiego (NATO) mająca na celu niesienie pomocy uchodźcom i wypędzonym z Kosowa w trakcie wojny domowej w Kosowie oraz natowskiej operacji Allied Force. Pierwsza operacja humanitarna w historii Sojuszu Północnoatlantyckiego.
Kiedy 24 marca 1999 roku lotnictwo NATO zaatakowało niepodległą w świetle prawa międzynarodowego Federacyjną Republikę Jugosławii, rozpoczynając tym samym bezprecedensową w historii interwencje militarną w celach humanitarnych, jak na ironię zaostrzyło to jeszcze bardziej istniejący problem uchodźców i wygnańców. 3 kwietnia Wysoki komisarz Narodów Zjednoczonych do spraw uchodźców oficjalnie poprosił o wsparcie w zakresie przeprowadzenia operacji humanitarnej. Prośba ta spotkała się z natychmiastową reakcją ze strony sił powietrznych Stanów Zjednoczonych, które już 5 kwietnia rozpoczęły dostawy zaopatrzenia humanitarnego, a Sojusz Północnoatlantycki zainicjował intensywne przygotowania do operacji Allied Harbour.

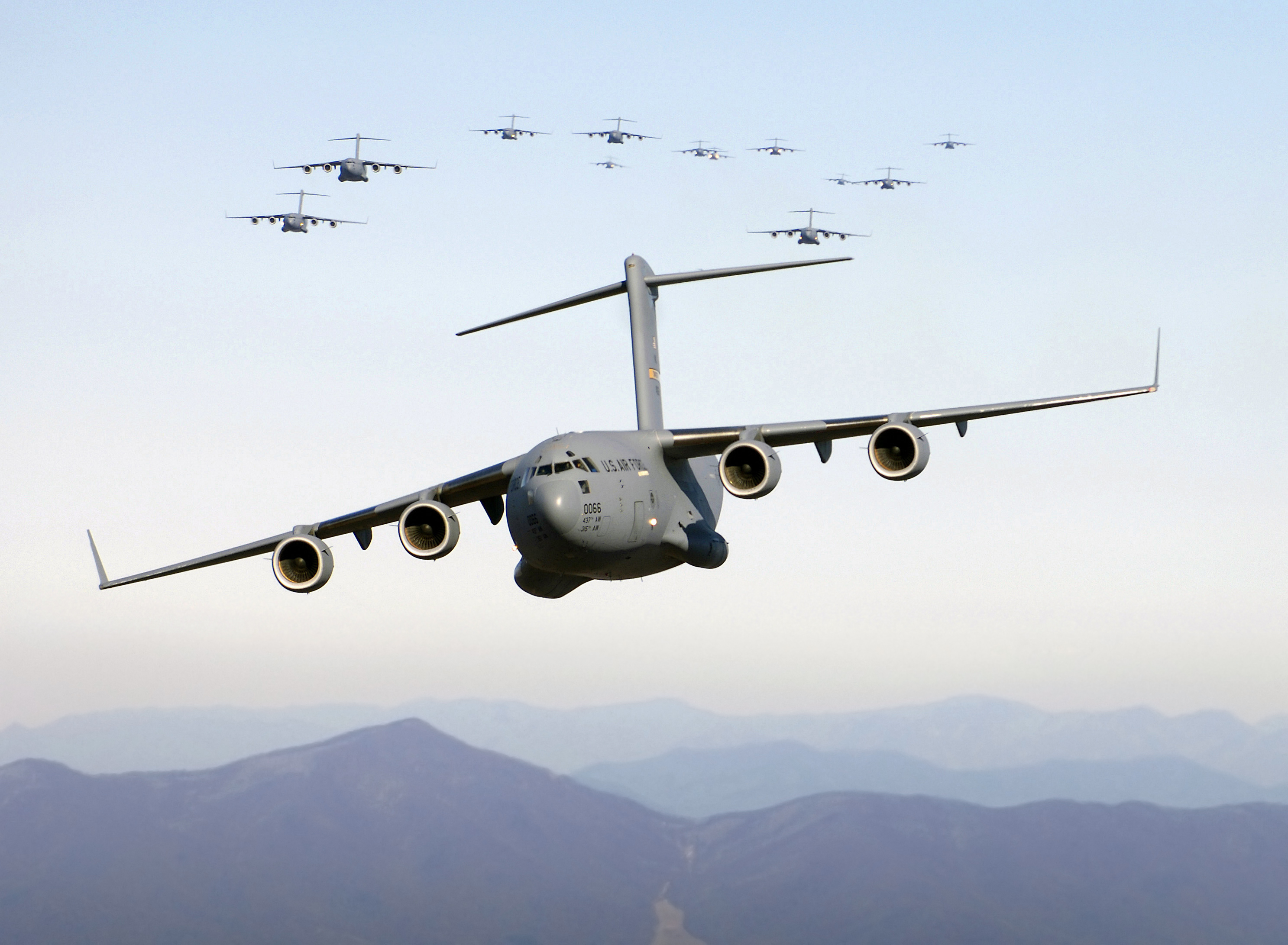
Grupa samolotów transportowych C-17 Globemaster III

78 dni bombardowań celów na terenie Kosowa i Serbii doprowadziło do zakończenia ofensywnych i zarazem agresywnych działań serbskich jednostek wojsk lądowych. Jednak zarówno działania serbskie jak i NATO, spowodowały, że blisko milion mieszkańców Kosowa dobrowolnie bądź pod przymusem opuściło Kosowo. Ponadto tysiące ludzi znalazło się na uchodźstwie wewnętrznym, bez dachu nad głową, nadal pozostając w tej prowincji. W tym czasie, lotnictwo Stanów Zjednoczonych dysponowało samolotami transportowymi C-17, którymi nie dysponowało podczas operacji powietrznych w Bośni i Hercegowinie, jak jednak zwracali uwagę specjaliści w zakresie lotnictwa, poziom wyszkolenia załóg tych samolotów nie był wystarczający dla dokonywania taktycznych zrzutów powietrznych żywności i innego niezbędnego uchodźcom zaopatrzenia. Sprzyjająca jednak okolicznością był fakt, że samoloty te dysponują lepszymi systemami samoobrony przed przeciwlotniczymi rakietowymi pociskami kierowanymi, niż maszyny używane w trakcie operacji Deny Flight i Deliberate Force nad Bosnią. Pomimo więc pewnych braków w wyszkoleniu, samoloty te mogły dostarczać pomoc humanitarną w każdy zakątek regionu. Operacje Allied Harbour uznaje się za pierwszą operację humanitarną przeprowadzoną przez Sojusz Północnoatlantycki. Operacje takie są zwykle domeną organizacji międzynarodowych i pozarządowych. Skala jednakże kryzysu humanitarnego w Kosowie przekroczyła jednakże możliwości niesienia pomocy przez jakiejkolwiek organizację humanitarną. Uczestnictwo NATO w łagodzeniu skutków kryzysu humanitarnego w Kosowie było więc nieodzowne. Tylko bowiem Sojusz Północnoatlantycki dysponował środkami umożliwiającymi przeprowadzenie operacji niesienia pomocy humanitarnej na tak ogromną skalę.
Największa cześć uchodźców i wygnańców z Kosowa, zgromadziła się w sąsiedniej, biednej Albanii, która samodzielnie również nie była w stanie stawić czoła takiemu wyzwaniu. Tylko bowiem w ciągu 2 pierwszych tygodni od rozpoczęcia operacji Allied Force, granice Albanii przekroczyło ponad 200 tysięcy osób - zarówno w wyniku działania lotnictwa Sojuszu, jak i wzmożonych czystek etnicznych dokonywanych przez Serbów. Skutkiem tego, 1 kwietnia 1999 roku, rząd Albanii otworzył swoją przestrzeń powietrzną dla samolotów Sojuszu oraz zaakceptował przybycie na swój teren i przebywanie na nim sił wojskowych NATO. Uwzględniając wyniki rozpoznania dokonanego przez dowództwo sił powietrznych NATO Europy południowej (AFSOUTH), ustalono, że do wykonania operacji Allied Harbour będzie potrzebnych 7300 żołnierzy. Największy komponent wydzieliły w tym zakresie Stany Zjednoczone, które w ramach operacji Allied Harbour prowadziły zapoczątkowaną już 5 kwietnia operację Shining Hope. Misja zespołu zadaniowego tej operacji, obejmowała niesienie pomocy humanitarnej oraz wsparcie organizacji międzynarodowych i pozarządowych zaangażowanych w dostarczanie pomocy uchodźcom z Kosowa, przebywającym w tym czasie na terytorium Albanii i Macedonii. Lotnictwo amerykańskie zaś dostarczało humanitarne racje dzienne, wodę, namioty, odzież oraz środki medyczne.
Operacja Allied Harbour, była wydzieloną częścią Allied Force, organizowaną wspólnie przez NATO i UNHCR, od strony Sojuszu otrzymała oznaczenie AFOR (NATO's Albanian Force), zaś siły AFOR dowodzone były przez generała Johna Reitha. Zespół zadaniowy AFOR tworzyły wysoko mobilne lekkie siły wojsk lądowych, których znaczną część stanowiły wojska inżynieryjne i wojskowe służby medyczne. W AFOR zaangażowanych było 16 państw NATO oraz 5 państw współdziałających z Sojuszem w ramach programu Partnerstwa dla Pokoju. Kluczowymi zadaniami tych sił były budowa obozów namiotowych, dystrybucja zaopatrzenia dla uchodźców i wygnańców oraz zapewnienie bezpieczeństwa obozów. Operacje AFOR były na etapie planowania koordynowane z działalnością UNHCR.
Kluczowym elementem całej operacji Allied Harbour było lotnisko Rinas w Tiranie, które dźwigało cały ciężar obsługi dostaw lotniczych międzynarodowej pomocy humanitarnej, lecz także port morski Durres na terytorium Albanii. Sprawne funkcjonowanie tych dwóch instalacji wymagało jednak znacznych poprawek ich infrastruktury. I tak jeszcze przed rozpoczęciem Allied Harbour, specjaliści amerykańscy rozbudowali infrastrukturę lotniska Rinas, dostarczając m.in. nowoczesne radary oraz inne urządzenia niezbędne do kontroli obszaru powietrznego, tak aby mogła obsłużyć wzmożony ruch lotniczy. Tylko bowiem lotnictwo amerykańskie wykonało ponad 500 misji transportowych, dostarczając do Rinas 3100 ton żywności, humanitarnych racji dziennych, namiotów, łóżek polowych, środków medycznych i zaopatrzenia o krytycznym dla fizycznego przetrwania uchodźców znaczeniu.

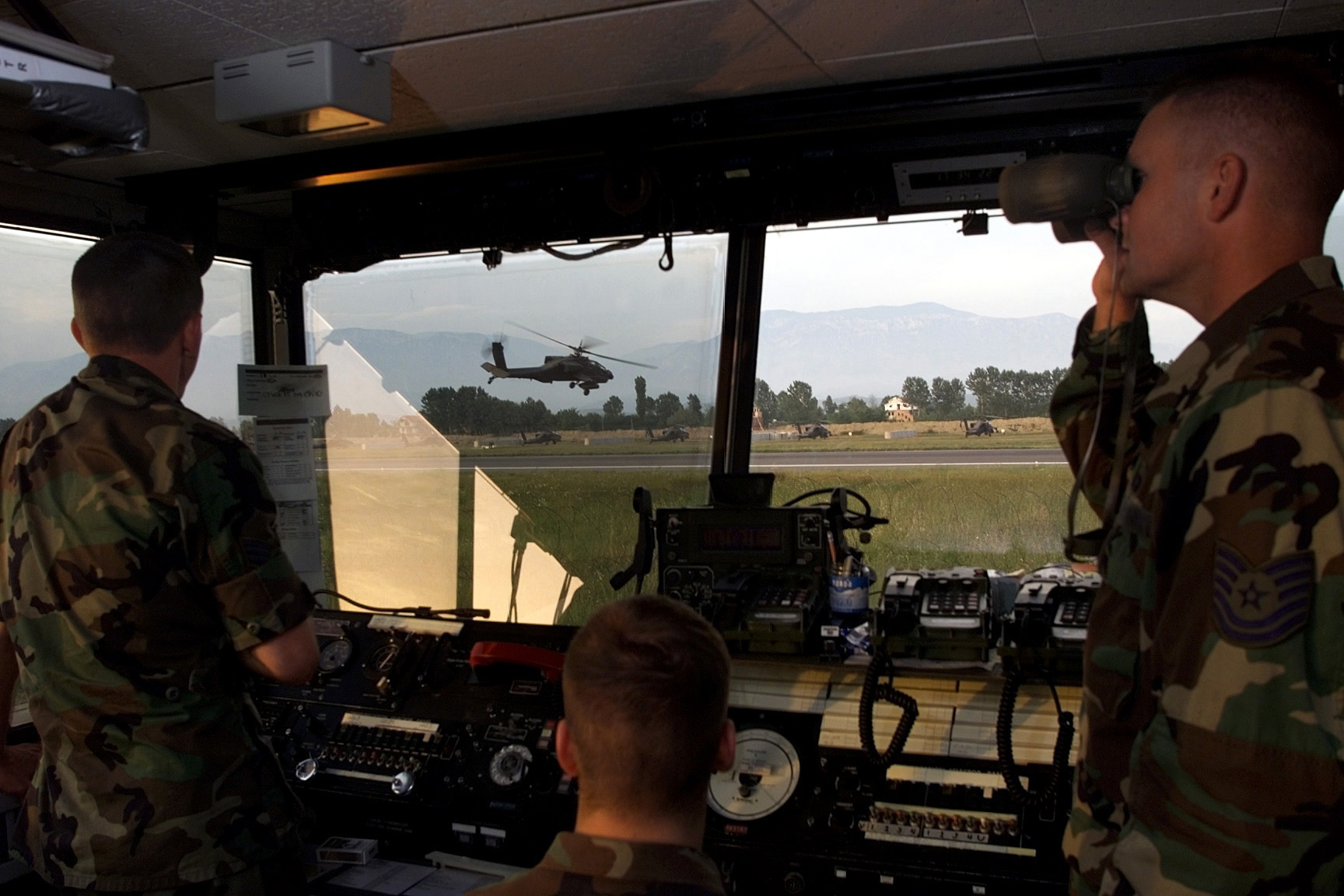
Centrum kontroli lotów na lotnisku Rinas w Tiranie, koordynujące loty operacji Allied Harbour i Zespołu Zadaniowego Hawk

Największym jednak wyzwaniem dla sił AFOR było dostarczenie pomocy humanitarnej uchodźcom wewnętrznym na terytorium Kosowa. Najpoważniejszym źródłem informacji o nich byli uchodźcy i wypędzeni przekraczający granicę Albanii. Według ich relacji, w górach ukrywała się bardzo duża liczba ludzi kryjąc się w jaskiniach i lasach, bez żadnych środków niezbędnych do przeżycia. Próby dostarczenia im zaopatrzenia droga lądową udaremniały siły serbskie, które przechwytywały konwoje lub kierowały je w zupełnie inne miejsca. Tylko Światowy Program Żywnościowy (World Food Programme - WFP) dysponował ponad milionem gotowych do przerzutu humanitarnych racji dziennych, lecz bez zapewnienia odpowiednich warunków bezpieczeństwa mogły one nigdy nie dotrzeć do mieszkańców Kosowa. Amerykańskie lotnictwo transportowe było wprawdzie w stanie podjąć próbę dostarczenia pomocy na terenie Kosowa za pomocą zrzutów, jednakże z uwagi na ryzyko poniesienia strat wśród załóg maszyn transportowych - mniej przystosowanych do misji nad wrogim terytorium od maszyn bojowych - decydenci polityczni NATO nie zdecydowali się na użycie lotnictwa transportowego w taki sposób.
Ostatecznie rozwinięto 12-tysięczne siły AFOR plus kontyngent amerykański, nie zdezorganizowało to jednak działań cywilnych organizacji, które wzmogły swoją zapoczątkowaną jeszcze przed rozpoczęciem operacji akcje dostarczania zaopatrzenia ludności na terenie Kosowa. Do dostaw żywności wykorzystano także cywilne helikoptery oraz śmigłowce znajdującego się w pobliżu okrętu desantowego USS „Inchon”. Połączony zespół zadaniowy Shining Hope był odpowiedzialny także za kierowanie dziennymi lotami z pomocą humanitarną do Albanii. Były to loty czarterowe cywilnych samolotów transportowych ze Stanów Zjednoczonych, Kanady, Bliskiego Wschodu i Pakistanu. Należy także wskazać na fakt, że siły zadaniowe Shining Hope działały na lotnisku Rinas zgodnie z procedurami obowiązującymi w czasie pokoju, polegającymi m.in. na utrzymywaniu kontaktu radiowego między samolotami a wieżą kontroli lotów.
W ciągu całej operacji Allied Harbour odnotowano 3489 lądowań samolotów na lotnisku Rinas, z czego 1139 stanowiły loty z pomocą humanitarną. Droga powietrzną, z wykorzystaniem tego lotniska, przerzucono do Albanii około 10 tysięcy ton różnego rodzaju środków potrzebnych uchodźcom z Kosowa. Ponadto, transportem śmigłowcowym przerzucono 4578 ton pomocy humanitarnej. Eksperci lotnictwa zwrócili też uwagę na fakt, że mimo zakrojonej na tak szeroką skalę akcji transportowej, cywilny terminal międzynarodowego portu lotniczego Rinas funkcjonował normalnie.